# Winter X Games XX
De Winter X Games XX werden gehouden van 28 tot en met 31 januari 2016 in Aspen, Colorado. Het was de vijftiende opeenvolgende editie die in Aspen werd gehouden.

## Medailles

### Mannen
| Onderdeel           | Goud           | Goud              | Zilver         | Zilver            | Brons          | Brons                 |
| Freestyleskiën      | Freestyleskiën | Freestyleskiën    | Freestyleskiën | Freestyleskiën    | Freestyleskiën | Freestyleskiën        |
| ------------------- | -------------- | ----------------- | -------------- | ----------------- | -------------- | --------------------- |
| Big air             | SUI            | Fabian Bösch      | USA            | Bobby Brown       | SUI            | Elias Ambühl          |
| Halfpipe            | FRA            | Kevin Rolland     | USA            | Gus Kenworthy     | FRA            | Benoit Valentin       |
| Slopestyle          | NZL            | Jossi Wells       | USA            | Gus Kenworthy     | NOR            | Øystein Bråten        |
| Skicross            | CAN            | Brady Leman       | FRA            | Bastien Midol     | CAN            | Christopher Del Bosco |
| Mono Skicross       | FRA            | Jerome Elbrycht   | USA            | Nikko Landeros    | USA            | Kevin Bramble         |
| Snowboarden         |                |                   |                |                   |                |                       |
| Big air             | CAN            | Maxence Parrot    | CAN            | Mark McMorris     | JPN            | Yuki Kadono           |
| Halfpipe            | USA            | Matthew Ladley    | USA            | Ben Ferguson      | AUS            | Scotty James          |
| Snowboardcross      | AUS            | Jarryd Hughes     | AUS            | Alex Pullin       | GER            | Konstantin Schad      |
| Slopestyle          | CAN            | Mark McMorris     | CAN            | Sebastien Toutant | NOR            | Mons Røisland         |
| Para Snowboardcross | FIN            | Matti Suur-Hamari | CAN            | Alex Massie       | AUS            | Ben Tudhope           |
| Snowmobiles         |                |                   |                |                   |                |                       |
| Freestyle           | USA            | Joe Parsons       | USA            | Heath Frisby      | CAN            | Brett Turcotte        |
| Snowcross           | USA            | Tucker Hibbert    | SWE            | Adam Renheim      | USA            | Corin Todd            |
| Snowcross adaptive  | USA            | Mike Schultz      | USA            | Paul Thacker      | USA            | E.J. Poplawski        |

### Vrouwen
| Onderdeel      | Goud           | Goud               | Zilver         | Zilver                     | Brons          | Brons               |
| Freestyleskiën | Freestyleskiën | Freestyleskiën     | Freestyleskiën | Freestyleskiën             | Freestyleskiën | Freestyleskiën      |
| -------------- | -------------- | ------------------ | -------------- | -------------------------- | -------------- | ------------------- |
| Halfpipe       | USA            | Maddie Bowman      | JPN            | Ayana Onozuka              | USA            | Annalisa Drew       |
| Skicross       | CAN            | Kelsey Serwa       | CAN            | Marielle Thompson          | FRA            | Alizée Baron        |
| Slopestyle     | EST            | Kelly Sildaru      | NOR            | Tiril Sjåstad Christiansen | NOR            | Johanne Killi       |
| Snowboarden    |                |                    |                |                            |                |                     |
| Halfpipe       | USA            | Chloe Kim          | USA            | Arielle Gold               | CHN            | Cai Xuetong         |
| Snowboardcross | USA            | Lindsey Jacobellis | CZE            | Eva Samková                | FRA            | Nelly Moenne-Loccoz |
| Slopestyle     | CAN            | Spencer O'Brien    | USA            | Jamie Anderson             | USA            | Hailey Langland     |

### Gemengd
| Onderdeel                    | Goud        | Goud                   | Zilver      | Zilver                 | Brons       | Brons                     |
| Snowboarden                  | Snowboarden | Snowboarden            | Snowboarden | Snowboarden            | Snowboarden | Snowboarden               |
| ---------------------------- | ----------- | ---------------------- | ----------- | ---------------------- | ----------- | ------------------------- |
| Special Olympics dual slalom | USA         | Chris Klug Henry Meece | USA         | Danny Davis Zach Elder | USA         | Hannah Teter Daina Shilts |

### Medaillespiegel
| Plaats | Land             | Goud | Zilver | Brons | Totaal |
| 1      | Verenigde Staten | 8    | 10     | 6     | 24     |
| 2      | Canada           | 5    | 4      | 2     | 11     |
| 3      | Frankrijk        | 2    | 1      | 3     | 6      |
| 4      | Australië        | 1    | 1      | 2     | 4      |
| 5      | Noorwegen        | 0    | 1      | 3     | 4      |
| 6      | Zwitserland      | 1    | 0      | 1     | 2      |
| 7      | Estland          | 1    | 0      | 0     | 1      |
| 7      | Finland          | 1    | 0      | 0     | 1      |
| 7      | Nieuw-Zeeland    | 1    | 0      | 0     | 1      |
| 10     | Japan            | 0    | 1      | 1     | 2      |
| 11     | Tsjechië         | 0    | 1      | 0     | 1      |
| 11     | Zweden           | 0    | 1      | 0     | 1      |
| 13     | China            | 0    | 0      | 1     | 1      |
| 13     | Duitsland        | 0    | 0      | 1     | 1      |
| Totaal | Totaal           | 20   | 20     | 20    | 60     |